# 극동풍
극동풍은 편동풍이며 탁월풍으로 북극과 남극의 극 고기압 영역에서 위도 60도 부근의 극전방의 저기압 영역으로 분다. 차가운 공기가 극에서 가라앉아 고기압을 생성하여 적도 방향으로 공기의 남방(남반구에서는 북방) 유출을 유발한다.
극동풍은 그 후 코리올리 효과에 의해 편향된다. 중위도 내의 편서풍과는 다르게 극의 편동풍은 대개 약하고 불규칙적이다.

## 같이 보기
- 편서풍